# Dia dos Diabos
O dia dos diabos é celebrado em Vinhais na Quarta-feira de cinzas. Durante a celebração um grupo de rapazes mascara-se de Diabo com um fato vermelho e a cara coberta com uma máscara vermelha e de cinto na mão; outros mascaram-se de Morte com um fato preto e a cara enfarruscada (pintada com cinza ou carvão) e carregam uma gadanha.
Os Diabos perseguem principalmente as raparigas. Saem a correr pelas ruas com um chicote e quando as apanham elas são levadas à pedra, onde as obrigam ajoelharem-se para serem chicoteadas. Depois elas são obrigadas a recitar orações "pagãs":
| “ | "Padre-nosso, caldo grosso, carne gorda não tem osso, rilha-o tu que eu já não posso Salve Rainha, mata a galinha, põe-na a cozer, dá cá a borracha que quero beber." | ” |

A Morte, mais calma, anda pelas ruas silenciosamente. Quando a Morte encontra alguma pessoa obriga-a a ajoelhar-se e a beijar a gadanha que ela leva na mão. Ela é a única que pode entrar na igreja, interditada para os Diabos, onde se refugiam as raparigas, para as ir buscar e as entregar aos Diabos.